# Gunilla Svantorp
Erna Gunilla Svantorp, ogift Karlsson, född 19 januari 1964 i Mölndals församling i dåvarande Göteborgs och Bohus län, är en svensk politiker (socialdemokrat) och ämbetsman, som sedan 1 mars 2025 är landshövding i Östergötlands län. Hon var tidigare riksdagsledamot 2010–2025, invald för Värmlands läns valkrets. Hon var ordförande i utbildningsutskottet 2019–2022.

## Biografi
Gunilla Svantorp växte upp i Mölndal. När hon var i tonåren flyttade hennes familj till Årjäng i Värmland. Hon har arbetat som dagmamma och varit fackligt aktiv i Kommunal. Hon har sedan tagit en fil.mag. i pedagogik och en folkhögskollärarexamen.
Svantorp var som ung med i SSU. I trettioårsåldern blev hon politiskt aktiv igen, till en början i kommunpolitiken i Årjängs kommun. Hon var landstingsråd i Värmlands läns landsting under åren 2003–2010. Där var hon från 2006 ordförande i personalutskottet och vice ordförande i landstingsstyrelsen.
Hon har ett par omgångar varit ordförande för ABF Värmland. Även styrelsen i Konstfrämjandet i Värmland har haft Svantorp som ordförande några år.
Hon var från 1989 till makens död gift med Eje Svantorp (1949–2014). Tillsammans har de fyra barn.
11 juni 2019 mottog Svantorp den franska Hederslegionens orden av riddares grad av ambassadör David Cvach vid en ceremoni på franska residenset.

### Riksdagsledamot
Svantorp valdes till riksdagsledamot i valet 2010. I riksdagen var hon ledamot i utbildningsutskottet 2010–2019 och utskottets ordförande 2019–2022. Hon valdes till ordförande sedan Matilda Ernkrans, hennes företrädare på posten, utsetts till statsråd i regeringen Löfven II.
Efter valet 2022 blev Svantorp i stället 2022–2025 ledamot och gruppledare för Socialdemokraterna i trafikutskottet. Hon var även ledamot i krigsdelegationen 2022–2025 och i styrelsen för Stiftelsen Riksbankens jubileumsfond 2016–2024. Hon har varit suppleant i bland annat kulturutskottet, näringsutskottet, socialutskottet och OSSE-delegationen.

### Landshövding
Svantorp utsågs i februari 2025 till landshövding i Östergötlands län på ett förordnande från 1 mars 2025 till 28 februari 2031.